# Leiophron apicalis
Leiophron apicalis är en stekelart som beskrevs av Alexander Henry Haliday 1833. Leiophron apicalis ingår i släktet Leiophron och familjen bracksteklar. Inga underarter finns listade i Catalogue of Life.

## Bildgalleri

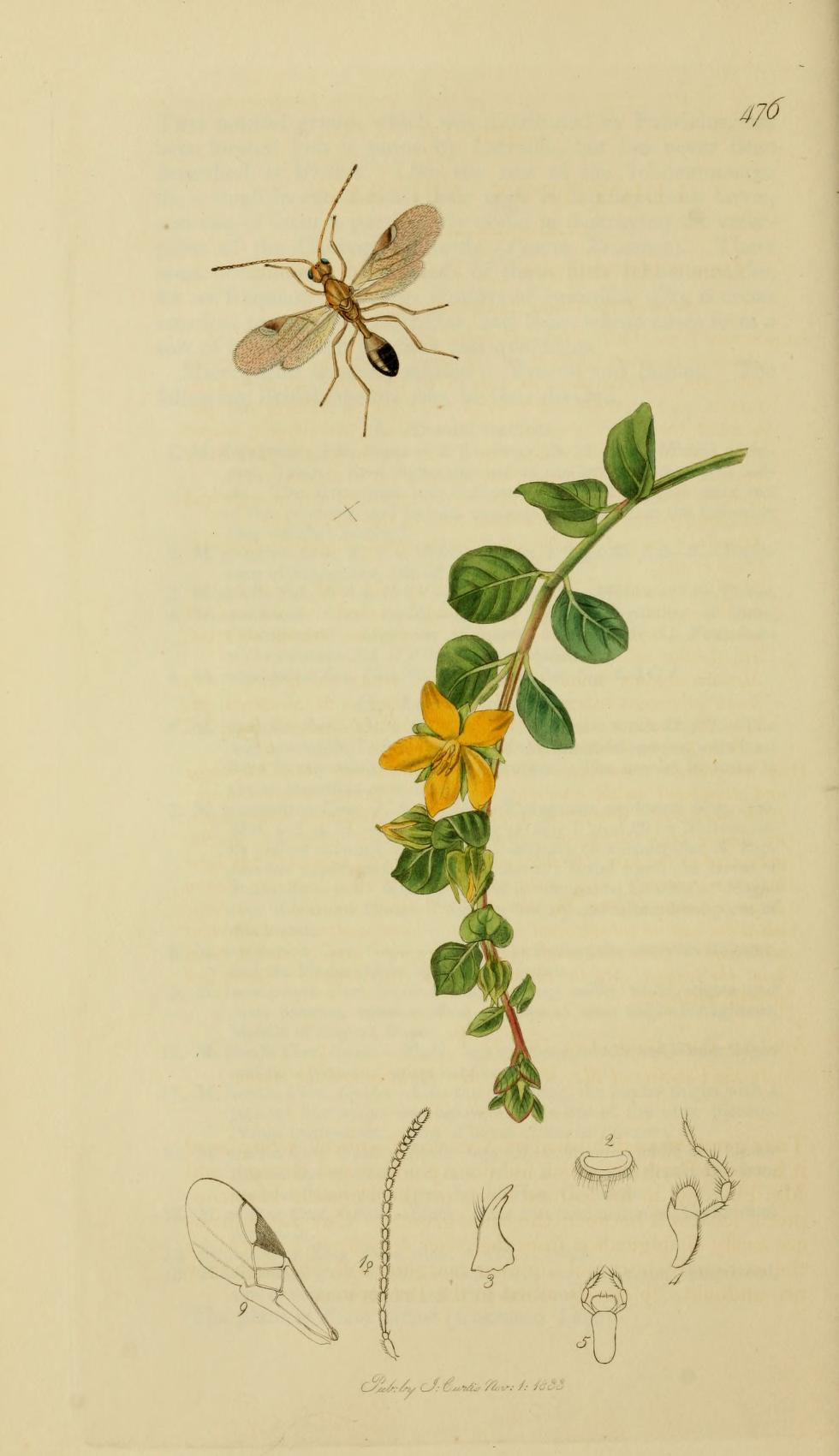